# Гръцки рунически камъни
Гръцките рунически камъни са около 30 камъка, надписани със скандинавски рунически знаци, съдържащи информация за пътешествията на варяги до Византийската империя.
Всички те са създадени по време на епохата на викингите, ок. 1100 г., а надписите по тях са на нордически език. Всички гръцки рунически камъни са намерени на територията на днешна Швеция, като 18 камъка са от областта Упланд, а седем — от областта Зьодермаланд. Повечето рунически камъни са надписани в памет на членове на варяжката гвардия, които никога не са се завърнали по родните си места, но някои от надписите споменават и варяги, които са се завърнали с много богатства.
В гръцките рунически камъни думата Grikkland („Гърция“) се споменава в три надписа, думата Grikkjar (гърци) се споменва в 25 напдписа, на два камъка се среща думата grikkfari (пътешетвеник до Гърция), а в един надпис се среща и думата Grikkhafnir (гръцки пристанища).